# Зекир Юмери (стадион)
«Зекир Емери» — футбольный стадион в городе Кукес, Албания, вместимостью 5 000 мест. Является домашней ареной футбольного клуба «Кукеси», играющего в Албанской Суперлиге.

## История постройки
Строительство нового городского стадиона началось 23 июня 2012 года. Президент футбольного клуба Стафет Гижчи пообещал, что в день открытия Суперлиги (26 августа) стадион будет готов. И на самом деле стадион был построен в рекордные строки — 2 месяца. Стоимость постройки новой арены составила почти 80 миллионов лек.
Проект был проведен фирмой "FATJONI" под руководством инженера Владимира Сефа. Трибуны стадиона имеют все необходимые атрибуты для комфортного просмотра, которые требует УЕФА. К сожалению, стадион был дисквалифицирован для игр в еврокубках из-за некоторых инцидентов на трибунах во время сезона 12/13 и временно не может принимать матчи Лиги Европы.
Внутренние помещения под трибунами являются очень функциональными. На первом этаже находятся раздевалки для обеих команд, душевые, медпункт и кабинет для проверки на допинг.